# Aspergillus westerdijkiae
Aspergillus westerdijkiae es una especie de hongo del género Aspergillus. Fue descrita por primera vez en 2004. Se ha descubierto que es capaz de producir ácido penicílico, ocratoxina A, xantomegnina, viomelleína y vioxantina.